# إمدادات المياه والصرف الصحي في لبنان
تم إجراء آخر إصلاح كبير لهذه المقالة في ديسمبر 2013.
تتميز إمدادات المياه والصرف الصحي في لبنان بعدد من الإنجازات والتحديات. تشمل الإنجازات إعادة إعمار البنية التحتية بعد الحرب الأهلية بين عامي 1975 و1990 وحرب 2006 مع إسرائيل، وكذلك إصلاح قطاع المياه والصرف الصحي من خلال قانون المياه الذي صدر في عام 2000. أنشأ القانون أربع مؤسسات إقليمية للمياه لتعزيز العديد من المرافق الأصغر.
تشمل التحديات سوء جودة الخدمة، وخاصة إمدادات المياه المتقطعة التي لا تزال قائمة على الرغم من توافر موارد المياه الوفيرة نسبيًا؛ التنفيذ البطيء لإصلاح المياه؛ الفصل بين المسؤوليات بين مختلف الكيانات مثل مجلس التنمية والتعمير، وهو المسؤول بحكم الواقع عن الاستثمار، والمؤسسات الإقليمية للمياه، المسؤولة عن التشغيل والصيانة؛ محدودية القدرة المؤسسية في القطاع العام، ولا سيما المؤسسات الإقليمية للمياه؛ تسييس صنع القرار؛ عدم وجود وكالة تنظيمية مستقلة؛ سوء المعلومات حول موارد المياه، وأداء القطاع والأصول؛ حصة منخفضة للغاية من القياس وعدم وجود تعريفات المياه الحجمي؛ ارتفاع مستوى خسائر توزيع المياه؛ محدودية استرداد تكاليف إمدادات المياه؛ ولا استرداد تكاليف معالجة مياه الصرف الصحي. تستمر هذه التحديات بعد أكثر من عقدين من انتهاء الحرب الأهلية.
تلقى قطاع المياه والصرف الصحي اللبناني ولا يزال يتلقى معونات أجنبية كبيرة في شكل منح وقروض ميسرة من عشرات المانحين الغربيين والعرب.

## الوصول
وفقًا لتقديرات الأمم المتحدة التي لا تستند إلى أي مسح للأسر المعيشية، فإن الوصول إلى مصدر مياه محسّن في لبنان أمر عالمي.  قد لا تعطي أرقام الأمم المتحدة بشأن الوصول إلى المياه صورة دقيقة عن الوضع الحقيقي: قدرت دراسة استقصائية تمثيلية أجراها البنك الدولي في عام 2008 أن متوسط معدل التوصيل بشبكة المياه العامة كان 80 ٪، تتراوح من 96 ٪ في بيروت إلى 55٪ في الشمال. تشبه هذه الأرقام تلك التي تم الحصول عليها من مسح الظروف المعيشية للأسر لعام 2004 الذي أجرته الإدارة المركزية للإحصاء في لبنان.  حتى لو أخذنا بعين الاعتبار أن مصادر المياه المحسنة تشمل الآبار والينابيع المحمية بالإضافة إلى توصيلات المياه عبر الأنابيب، فمن غير المرجح أن يكون الوصول إلى المياه في لبنان عامًا. على سبيل المثال، تعتمد العديد من الأسر الحضرية غير المتصلة بالشبكة على المياه المشتراة من شاحنات الصهاريج.
لا تظهر إحصاءات الأمم المتحدة أي بيانات حول الوصول إلى الصرف الصحي في لبنان.  يقتبس البنك الدولي من تقديرات مجلس التنمية والتعمير التي تشير إلى وجود نسبة 58 ٪ من اتصال المجاري في عام 2002. كان جمع مياه الصرف الصحي الأعلى في بيروت-جبل لبنان (74٪) والأدنى في الجنوب (35٪). تستخدم المباني المتبقية إما بالوعة وخزانات الصرف الصحي أو ببساطة تطلق مياه الصرف الصحي الخام مباشرة في البيئة. قدر تعداد المباني والمنشآت في 1996-1997 أن حوالي 37 ٪ فقط من المباني في لبنان كانت مرتبطة بشبكة الصرف الصحي في ذلك الوقت،  مما يشير إلى أن الحصة زادت بشكل كبير بين عامي 1997 و 2002.

## جودة الخدمة
جودة توفير خدمات المياه سيئة. وفقًا للأرقام الرسمية لعام 2009، كان متوسط توفر المياه يوميًا على النحو التالي: 22 ساعة في الشمال، و 10 ساعات في البقاع، و 8 ساعات في الجنوب، ولبيروت جبل لبنان 13 ساعة في الشتاء، ولكن ساعتين فقط في الصيف. لا توجد قرية واحدة أو مدينة واحدة في لبنان تتلقى إمدادات مياه سكنية دون انقطاع. خاصة في فصل الصيف، نقص المياه شائع. على سبيل المثال، وصلت المياه في محافظة النبطية إلى العملاء ثلاث مرات فقط في الأسبوع في عام 2007. في بيروت الكبرى، تنخفض إمدادات المياه إلى 3 ساعات يوميًا خلال فصل الصيف. وفقا لمسح عام 2008 المذكور أعلاه، تلقت الأسرة اللبنانية المتوسطة 6 ساعات في اليوم في الصيف و 9 ساعات في الشتاء. فقط ربع الأسر اللبنانية تتلقى المياه كل يوم. كانت استمرارية الإمداد أفضل في الشمال، حيث قال 59٪ أنهم تلقوا المياه كل يوم في عام 2008. كان الوضع أسوأ في بيروت حيث كانت هذه الحصة 10٪ فقط.  يفرض سوء نوعية المياه والإمدادات المتقطعة تكاليف عالية على الأسر لمواجهة هذه النواقص. شراء المياه من الشاحنات وشراء المياه المعبأة في زجاجات أمر شائع. يتم أيضًا تخزين المياه بشكل شائع في خزانات الأسطح، مما يفرض كلاً من التكلفة الإضافية ويهدد جودة المياه. تستخدم العديد من الأسر أيضًا المضخات للتأكد من وصول المياه إلى الطوابق العليا من المنازل، مما يفرض تكاليف إضافية على الأسر. سبب انخفاض الضغط وإمدادات المياه المتقطعة، من بين أمور أخرى، بسبب إمدادات الكهرباء المتقطعة. 
وفقًا للبنك الدولي، لم يحقق قطاع إمدادات المياه والصرف الصحي اللبناني تقديم الخدمات بما يتماشى مع مستوى التنمية الاقتصادية في البلاد. تبلغ تكلفة الفرصة البديلة لعدم كفاية إمدادات المياه العامة 1.3٪ من الناتج المحلي الإجمالي كل عام. يقدر أن التدهور البيئي الناجم عن تصريف مياه الصرف الصحي غير المعالجة يكلف 1٪ إضافية من إجمالي الناتج المحلي كل عام.

## الموارد المائية واستخدام المياه

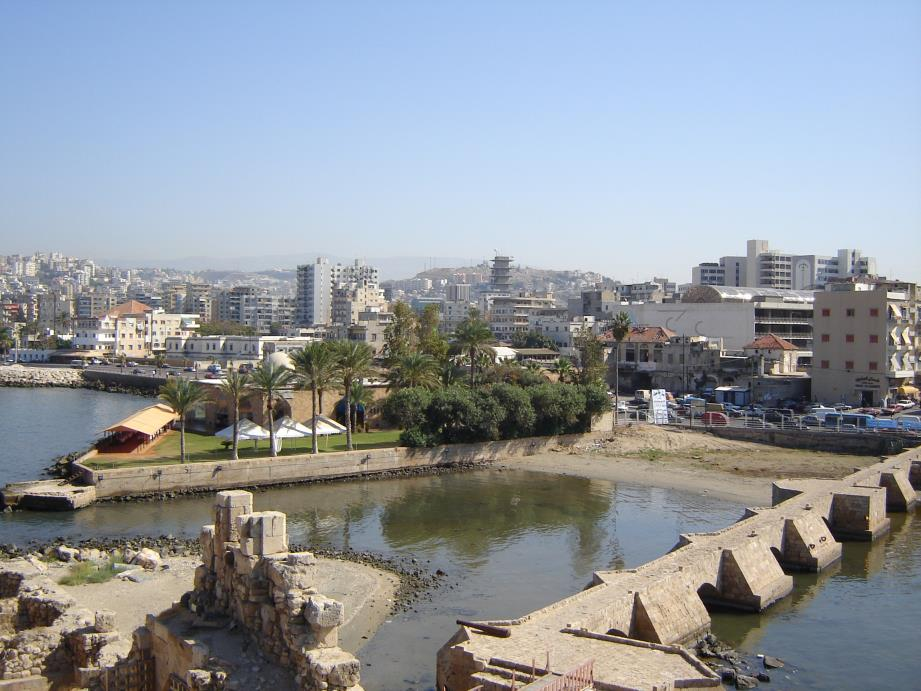
تتمتع مدينة صيدا بوفرة من الآبار الطبيعية التي تزود بالمياه أكثر بثلاث مرات من الاحتياجات الحالية للمدينة.

### توافر الموارد المائية
بسبب البيانات المحدودة والمتناقضة، من الصعب إجراء تقييم دقيق لمدى توافر الموارد المائية في لبنان.  في حين أن لبنان غني بالمياه مقارنة بالأردن أو إسرائيل أو منطقة دمشق في سوريا، فإن نصيب الفرد من موارد المياه المتجددة أقل من عتبة فقر المياه الذي يبلغ 1000 متر مكعب للفرد والسنة. لا يمكن التقاط سوى جزء من مياه الفيضان في الأنهار اقتصاديًا في السدود، وبعض المياه الجوفية تتدفق إلى البحر. علاوة على ذلك، يتدفق 0.51 مليار متر مكعب من المياه إلى سوريا في المتوسط العام، و 0.16 مليار متر مكعب إلى إسرائيل. بعد الطرح من هذه الكميات، يتوفر 2.6 مليار متر مكعب من المياه في عام متوسط، أو حوالي 600 متر مكعب (21,000 قدم3) للفرد الواحد. ليس من الواضح ما إذا كان يتم حساب المياه من الينابيع كجزء من المياه الجوفية أو المياه السطحية في التقدير أعلاه. هناك أكثر من 2000 ينبوع مع تدفق 1.15 مليار متر مكعب، والحفاظ على تدفق دائم لمدة 17 من إجمالي 40 تيارات رئيسية في البلاد. تعتبر الينابيع والمياه الجوفية اليوم المصادر الرئيسية لإمدادات مياه الشرب في لبنان. على سبيل المثال، تتمتع مدينة صيدا بوفرة من الآبار الطبيعية التي تزود ثلاثة أضعاف المياه أكثر من الاحتياجات الحالية للمدينة. 

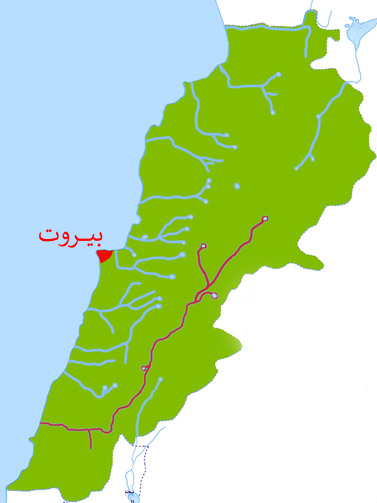
أنهار لبنان. يظهر نهر الليطاني باللون الأرجواني والعاصمة اللبنانية بيروت باللون الأحمر. يتدفق نهر العاصي شمالاً إلى سوريا ونهر إبراهيم هو ثاني نهر إلى الشمال من بيروت، يتدفق إلى البحر الأبيض المتوسط.

الأنهار الرئيسية التي تتدفق بالكامل داخل لبنان هي نهر الليطاني (يبلغ متوسط التدفق السنوي 0.79 مليون متر مكعب) ونهر إبراهيم (0.51) ونهر عوالي ونهر الدامور (كلاهما 0.3). يتم تحويل جزء كبير من نهر الليطاني عبر نفق مركبا لتوليد الطاقة الكهرومائية إلى نهر العوالي. نظرًا لأن مستجمعات المياه العليا لنهر الليطاني ملوثة ومن المقرر أن يتم استغلال نهر العوالي كمصدر لإمدادات مياه الشرب في بيروت، فإن نقل المياه هذا له آثار تتجاوز استخدامه المقصود في توليد الطاقة الكهرومائية.

### الأنهار العابرة للحدود
يتم تقاسم نهرين مهمين مع سوريا وواحد مع إسرائيل. نهر أورونتيس (0.48) الذي يرتفع في لبنان يتم مشاركته مع سوريا. ينص اتفاق عام 1994 على أن يتلقى لبنان 80 مليون متر مكعب من المياه سنويًا «إذا كان تدفق النهر داخل لبنان 400 مليون متر مكعب سنويًا أو أكثر». وهذا يعني أن خطر الجفاف يتحمله لبنان. لم يُسمح بحفر آبار جديدة في الجزء اللبناني من حوض العاصي منذ توقيع الاتفاقية. كما يتم مشاركة نهر الكبير (يبلغ معدل التدفق 0.19 مليون متر مكعب في السنة) مع سوريا، حيث يشكل النهر نفسه جزءًا من الحدود بين البلدين. نهر الحاصباني، أحد روافد نهر الأردن، يرتفع في لبنان ويتقاسمه مع إسرائيل. يُقدر تدفق المياه السطحية إلى شمال إسرائيل من مجمع حاصباني / الوزاني بـ 160 مليون متر مكعب في السنة.  لا يوجد اتفاق على تقاسم نهر الأردن بين البلدين. عندما قام لبنان بتحويل جزء من الحاصباني لإمداد قرية في عام 2002، ذكرت إسرائيل أن هذا قد يؤدي إلى الحرب.

### التلوث

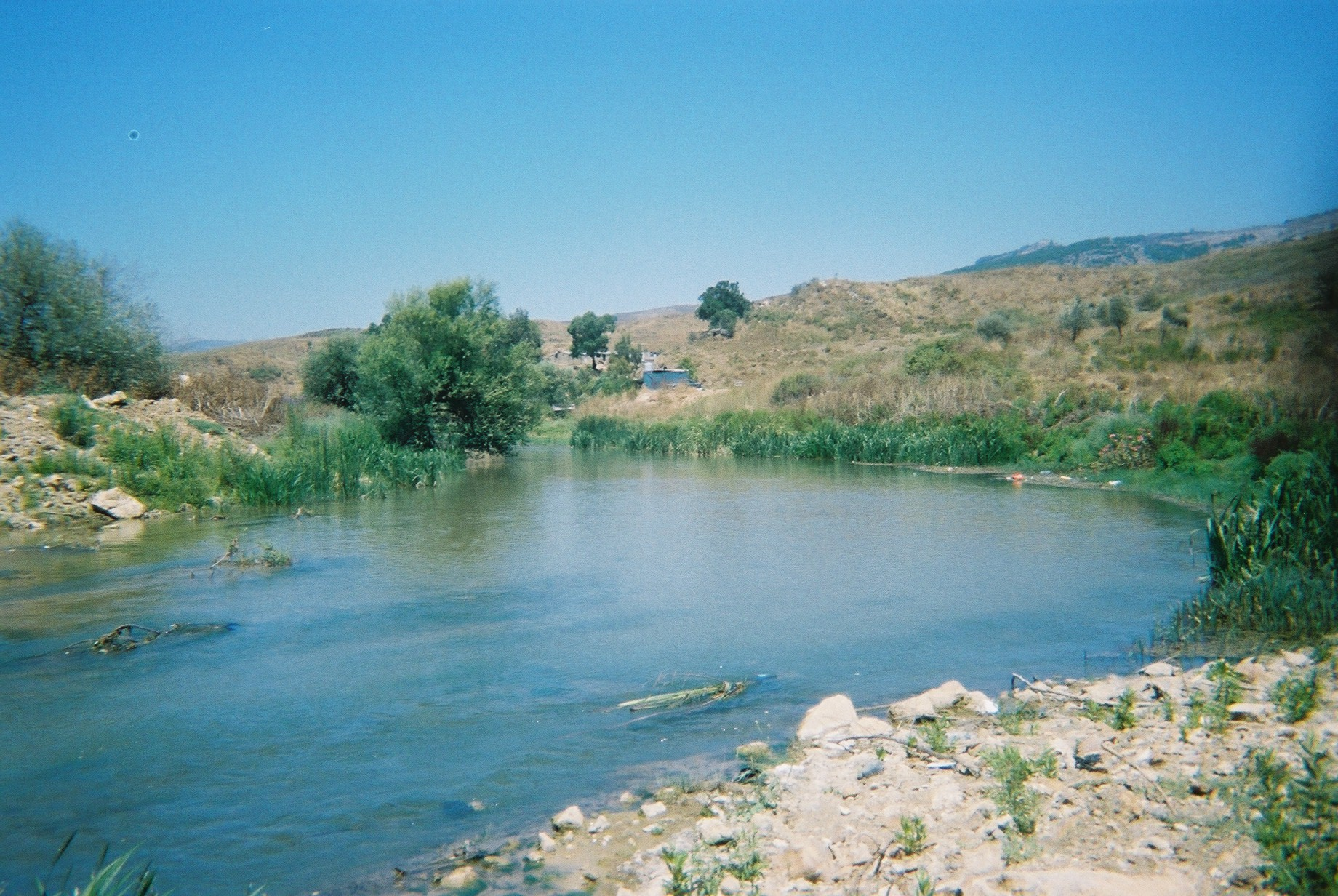
الليطاني، أكبر نهر لبناني، ملوث للغاية.

تتلوث موارد المياه عن طريق تصريف مياه الصرف الصناعي والمنزلي غير المعالجة أو غير المعالجة بشكل كاف، والرشح من خزانات الصرف الصحي، والمصادر الزراعية غير النقطية مثل مبيدات الآفات والنترات، ونفايات المستشفيات والنفايات الصلبة المنزلية، وكذلك تصريف زيت المحركات. من المحتمل أن يكون نهر الغدير في جنوب بيروت أكثر الأنهار تلوثًا في البلاد، في حين أن نهر الوزاني في جنوب لبنان قد يكون أقل نهر ملوثًا بسبب النشاط الاقتصادي المحدود في حوضه. أدى تصريف النفايات البلدية والصناعية غير المعالجة، والصرف من الأراضي الزراعية، والتصريف غير المنضبط للنفايات الصلبة إلى تدهور كبير في نوعية المياه في بحيرة القرعون ونهر الليطاني. يتم تصريف النفايات الصناعية غير المعالجة إلى البحيرة والنهر من مصانع بنجر السكر ومصانع الورق ومصانع استرداد الرصاص والكسارات والحجر الجيري والصناعات الزراعية ومزارع الدواجن والمدابغ والمسالخ. وفقًا لدراسة أجراها المجلس الوطني للبحث العلمي في لبنان عام 1998 لصالح اليونيسف، تأثرت نسبة 60 إلى 70 في المائة من جميع المصادر الطبيعية بالتلوث الجرثومي. مثال على ذلك، ربيع جعيتا، الذي شهد زيادة في بكتيريا القولونيات البرازية.

### استخدام المياه

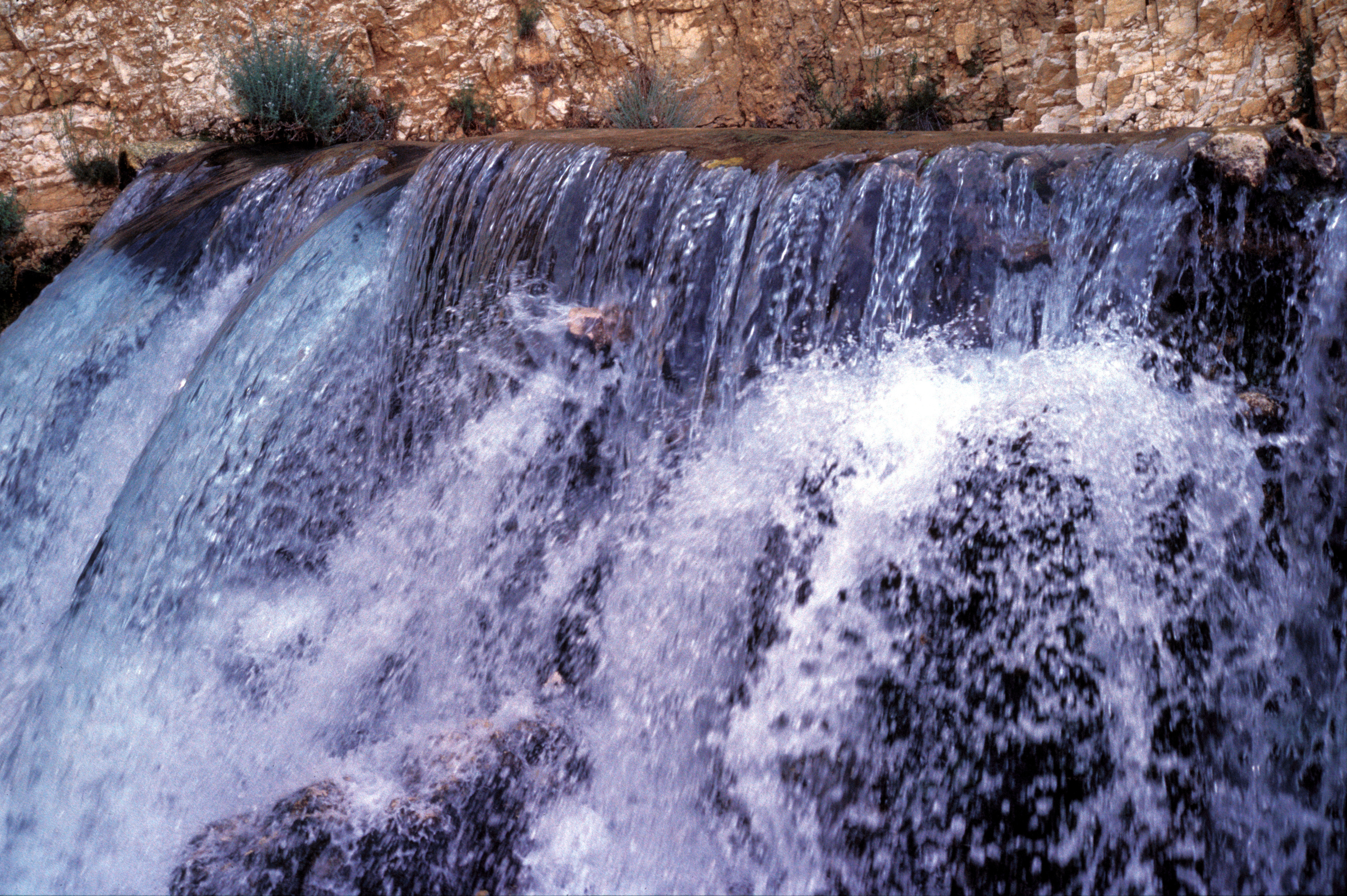
ربيع اليموني في جبل لبنان.

بيانات استخدام المياه في لبنان متناقضة. وتشير التقديرات الرسمية إلى أن إجمالي استخدام المياه في عام 2010 بلغ 1.59 مليار متر مكعب، بما في ذلك 0.27 مليار متر مكعب (17 ٪) من الآبار العامة لتوفير مياه الشرب.  في عام 2005، قدرت منظمة الأغذية والزراعة أن سحب المياه بلغ 1.31 مليار متر مكعب أو حوالي 63 ٪ من موارد المياه القابلة للاستغلال اقتصاديًا. 60٪ من هذه النسبة كان للأغراض الزراعية، و 29٪ للاستخدام البلدي و 11٪ للصناعة. لا تقدم الفاو مصادر هذه الأرقام.  استخدام البلدية البالغ 0.38 مليار متر مكعب يعادل حوالي 250 لتر للفرد في اليوم على أساس هذه الأرقام. قدرت تقديرات سابقة لوزارة البيئة استخدام المياه بنحو 1.29 مليار متر مكعب في عام 1994، بما في ذلك 0.21 مليار متر مكعب فقط للاستخدام البلدي.  هذا الرقم يقابل 140 لترًا للفرد في اليوم، وهو ما يتناسب تمامًا مع تقديرات البنك الدولي البالغة 150 لترًا للفرد يوميًا لاستخدام المياه البلدية، والتي تتراوح من 120 لترًا في بيروت-جبل لبنان إلى 200 لتر في الشمال.
من الأسر المتصلة بشبكة المياه العامة، 53 ٪ فقط يشربونه. الحصة هي الأدنى في النبطية (27٪) والأعلى في البقاع (77٪). الأسباب الأكثر شيوعًا لعدم شرب المياه العامة هي إدراك السلامة المتعلقة بالصحة والنظافة السيئة. 

### خسائر المياه
تم تقدير مستوى المياه غير المرتبطة بالإيرادات بحوالي 48٪ في عام 2010. قدرت بأنها الأعلى في الجنوب (52٪) والأدنى في بيروت-جبل لبنان (40٪).  هذا مرتفع بالمعايير الدولية، ولكنه مشابه للمستويات في سوريا والأردن وتركيا. نظرًا لوجود قدر ضئيل من القياس، من الصعب تقدير مستوى المياه غير المرتبطة بالإيرادات. قدرت نسبة التوصيلات المقاسة بـ 16٪ في محافظات بيروت-جبل لبنان في عام 2010، وكانت أقل في المحافظات الأخرى. تم قياس معظم مستخدمي المياه الصناعية والتجارية، بينما تم قياس عدد قليل من مستخدمي المنازل. 

### مثال: إمدادات المياه في بيروت الكبرى

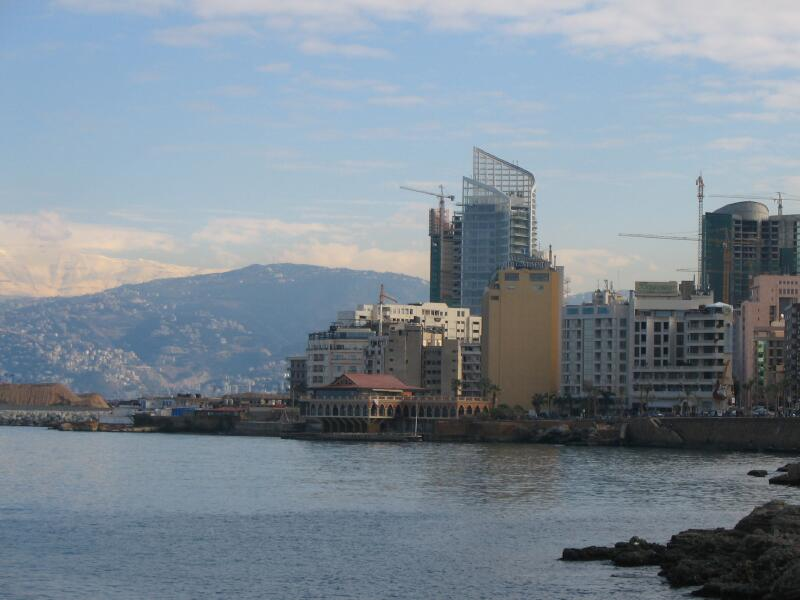
تتلقى بيروت معظم مياه الشرب من نبع جعيتا في جبل لبنان (كما هو موضح في الخلفية).

يتلقى النظام العام لإمدادات المياه في بيروت الكبرى المياه من ينابيع جعيتا (50 مليون متر مكعب في السنة) وكذلك حقول الآبار في منطقة الدامور (30 مليون متر مكعب في السنة).  ربيع جعيتا هو مصدر مياه الشرب لحوالي 1.5 مليون لبناني.  يتم معالجة المياه في محطة معالجة مياه ضبية شمال المدينة بطاقة 430,000 م 3 / يوم (157 مليون م 3 / سنة).  إلى جانب الشبكة العامة، يوجد حوالي 1000 بئر معظمها منتشرة في منطقة بيروت. يتراوح عمقها بين 50 و 300 متر ويبلغ متوسط تفريغها الفردي 35 لترًا في الثانية. يمكن أن يكون إجمالي إمدادات المياه من هذه الآبار أعلى منه من خلال إمدادات المياه العامة، وهذا يتوقف على عدد ساعات تشغيل المضخات. أدى التدفق الزائد من الآبار في منطقة بيروت إلى تسرب مياه البحر إلى طبقات المياه الجوفية. 
تخطط الحكومة للاستفادة من نهر العوالي إلى الجنوب الشرقي من بيروت لتزويد العاصمة المتنامية بـ 90 مليون متر مكعب في السنة من المياه الإضافية، أي أكثر من ضعف الموارد الحالية. يتضمن المشروع بناء سد في بسري 3   نفق كم من النهر إلى محطة جديدة لمعالجة المياه في وردانية، والثانية 22   نفق بطول كيلومتر إلى خلده جنوب بيروت، حيث سيتم نقل المياه من خلال خطي أنابيب مزدوجين، واحد يمر شمالاً إلى وسط بيروت والثاني شمال شرق بعبدا. وافق البنك الإسلامي للتنمية على تمويل بناء سد بسري في عام 2008،  حين وافق البنك الدولي على قرض بقيمة 200 مليون دولار أمريكي في ديسمبر 2010 لتمويل جزئي لأنفاق النقل وخطوط الأنابيب.  يجادل النقاد اللبنانيون في المشروع بأن نهر العوالي، وخاصة نهر الليطاني، الذي يتم تحويل المياه منه إلى نهر العوالي عند المدخل المخطط له، ملوث للغاية. يقولون أيضًا أن البدائل الأقل تكلفة، مثل نهر الدامور الأقل تلوثًا والذي هو أيضًا أقرب إلى بيروت، لم يتم بحثها من قبل الحكومة والبنك الدولي. اعتبارًا من ديسمبر 2013، تم صرف أقل من 1 بالمائة من القرض ولم يتم منح أي عقد أعمال مدنية.

## التاريخ الحديث
تعرضت البنية التحتية اللبنانية للندب الشديد بسبب الحرب الأهلية التي دارت بين عامي 1975 و 1990 . بعد الحرب، أعيد بناء البنية التحتية للمياه والصرف الصحي بمساعدة مالية خارجية كبيرة. في جنوب لبنان، الذي ظل تحت الاحتلال الإسرائيلي حتى عام 2000، أعيد بناء البنية التحتية تدريجياً مع انسحاب الجيش الإسرائيلي. مقارنة بالاستثمار الكبير في البنية التحتية، لم يُبذل جهد كبير في بناء قدرات مؤسسات القطاع ووضع سياسات تشجع الاستدامة وتحسين جودة الخدمات المقدمة. أيضا، تم إهمال معالجة المياه العادمة من حيث الاستثمارات مقارنة بإمدادات المياه والصرف الصحي. وهكذا تم تصريف مياه الصرف الصحي غير المعالجة إلى البحر وإلى الأنهار. لم تبذل جهود للحفاظ على المياه. حتى اليوم، لبنان هو واحد من الدول القليلة في الشرق الأوسط التي لا يوجد بها عدادات مياه تقريبًا.

### نقاط الضعف المؤسسية وعدم الاستدامة
تهتم مؤسسات التمويل الخارجية بعدم كفاية القدرة على تشغيل وصيانة البنية التحتية التي تمولها في لبنان. حتى عام 2000، كان هناك 21 سلطة مياه في لبنان كانت ضعيفة مالياً وتقنياً. إن شبكات المجاري المحدودة، إن وجدت، كانت تدار من قبل البلديات المعنية، والتي كانت في كثير من الأحيان أقل قدرة تقنية ومالية من سلطات المياه. في غياب تعريفة الصرف الصحي، كانت البلديات تفتقر إلى الموارد المالية اللازمة لتشغيل وصيانة البنية التحتية للصرف الصحي. توضح تجربة محطات معالجة مياه الصرف الصحي الصعوبات التي تواجهها. على سبيل المثال، لا تزال تكاليف تشغيل أول محطة لمعالجة المياه العادمة في لبنان، وهي محطة الغدير في بيروت التي اكتملت في عام 1997، مدعومة من الحكومة لأن الحكومات البلدية في منطقة الخدمة (مقاطعتي بيروت وببدا) تفتقر إلى الموارد للقيام بذلك. علاوة على ذلك، البنية التحتية غير الكاملة تقلل إلى حد كبير من التأثير الإنمائي للمصنع. نظرًا لتأخر بناء المجاري، ما زالت معظم مياه الصرف في جنوب بيروت تتدفق إلى البحر المتوسط دون أي علاج عبر كل من نهر الغدير والمنافذ البحرية. يوفر مصنع الغدير علاجًا أوليًا فقط، يليه تصريف خلال 2.6   كم المصبات البحرية.  لا يمكن تشغيل محطة معالجة المياه العادمة الثانية التي تم بناؤها في لبنان والمخصصة لمدينة بعلبك والتي اكتملت في عام 2001، لأن نظام الصرف الصحي ومصدر الصرف الرئيسي لم يتم استكمالهما. تم افتتاح محطات معالجة مياه الصرف الصحي في طرابلس وصيدا في عامي 2009 و 2010 على التوالي، بعد فترة طويلة من اكتمالها.

### إصلاح القطاع
على المستوى الوطني، كانت عملية صنع السياسات مجزأة بين وزارة الطاقة والمياه المسؤولة عن إمدادات مياه الشرب ووزارة الداخلية المسؤولة عن الصرف الصحي، وكذلك أصحاب المصلحة الآخرين مثل وزارة المالية ووزارة البيئة. وبالتالي، ضغط المانحون من أجل إصلاح قطاع من شأنه إنشاء شركات إقليمية للمياه والصرف الصحي ذات توجه تجاري تحقق وفورات الحجم. في عام 2000 صدر قانون جديد للمياه أنشأ أربع مؤسسات إقليمية للمياه. ومع ذلك، ظل نقل المسؤوليات الفعلية إليهم بطيئًا واستمرت سلطات المياه في تحمل مسؤولية البنية التحتية التشغيلية. ظل مجلس الإنماء والإعمار مسؤولاً عن شراء الأعمال وعقود الاستشارات، بما في ذلك عقود الخدمات لتشغيل البنية التحتية على الرغم من المسؤوليات المنوطة بالمنشآت الجديدة بموجب قانون المياه.
وفقًا للبنك الدولي لعام 2010، بعد مرور عشر سنوات على إقرار قانون المياه، «لم يتم تطبيقه وتنفيذه بالكامل، مما أدى إلى عدم اليقين المؤسسي بشأن مسؤوليات القطاع». علاوة على ذلك، «تفتقر RWEs بشدة إلى الاستقلال الإداري والمالي وتعوقها التنسيق المحدود بين الوكالات وضعف الرقابة الحكومية المركزية. لم يتمكنوا من تشغيل وصيانة شبكات إمدادات المياه بشكل فعال، والمشاركة الكاملة مع القطاع الخاص، واستعادة التكاليف وتعيين موظفين مؤهلين». 

### مشاركة القطاع الخاص

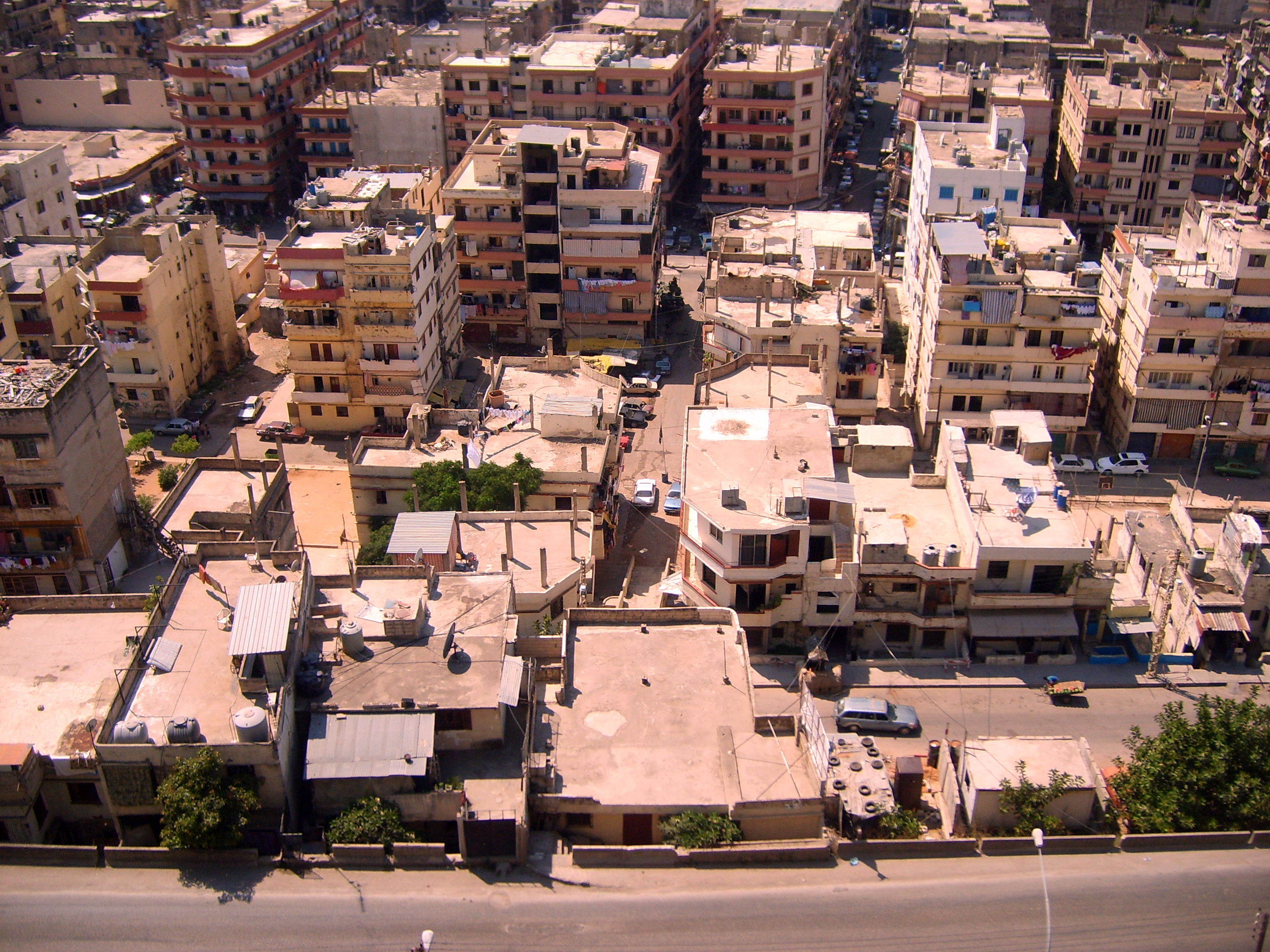
في مدينة طرابلس، قامت شركة فرنسية خاصة بإدارة إمدادات المياه بين عامي 2003 و 2007 بموجب عقد إدارة.

في عام 2003، وقعت بلدية طرابلس على العقد الأول والوحيد حتى الآن من عقود إدارة إمدادات المياه في لبنان. تم ذلك بعد أربع سنوات من الإعداد الذي يتطلب إصدار قانون جديد (القانون 401) للسماح للشراكات بين القطاعين العام والخاص في مجال إمدادات المياه. تم منح العقد للشركة الفرنسية O n d e o a n L i b a n، وهي شركة تابعة لشركة Suez E n v i r o n n e m e n t، بعد عملية مناقصة تنافسية. تم تمويل تكلفة 20 مليون يورو من قبل وكالة التنمية الفرنسية. تضمن العقد تشغيل وصيانة وتركيب المعدات، وتنظيم نظام الفواتير وجمع رسوم المياه، وإدارة الموارد البشرية والمالية، والإشراف على بناء شبكة إمدادات المياه من الدرجة الثالثة وتوسيع محطة لمعالجة المياه. قامت الشركة الخاصة بزيادة كفاءة الفوترة من 30٪ إلى 60٪، وخفضت تقنين المياه، ورسم خرائط الشبكة، وتحديث مخزون العملاء، وحوسبة نظام المحاسبة، والموظفين المدربين.  تم تخفيض المياه غير المرتبطة بالإيرادات من 65٪ إلى 45٪ وتم القضاء على الحصص المائية التي استمرت 10 سنوات في مناطق القلمون والقببة وأبي سمرة، مما جعل طرابلس المدينة الوحيدة في لبنان التي تتلقى المياه على مدار 24 ساعة يوميًا. كما تم تحسين جودة المياه وخدمة العملاء. ومع ذلك، لم يتحقق استرداد التكاليف على الرغم من الزيادة في التعريفات لأن كفاءة تحصيل الفواتير ظلت منخفضة. لم تتمكن الشركة من تقديم أجهزة القياس، على الرغم من أنه تم شراء 40,000 متر. واجه العقد عدة تحديات: وفقًا لدراسة أجراها المعهد الفرنسي للشراكات بين القطاعين العام والخاص، كانت اللجنة الإشرافية مؤلفة من موظفين سابقين في شركة المياه العامة لم يكونوا مقتنعين بفائدة مشاركة القطاع الخاص. على الرغم من إنجازاته، فقد انتهى عقد الإدارة في عام 2007 دون تمديده.

### تأثير حرب 2006
تعرضت البنية التحتية للمياه، وخاصة في الجنوب، لمزيد من الضرر خلال الحرب الإسرائيلية اللبنانية عام 2006 . أفادت مصادر الأمم المتحدة أن القوات المسلحة الإسرائيلية «دمرت خزانات المياه والينابيع وخطوط الأنابيب، تاركة معظم جنوب لبنان معزولًا تمامًا عن إمدادات المياه في أعقاب الحرب».  أعيد بناء البنية التحتية بعد الحرب، جزئياً من قبل شركة جهاد البناء التابعة لحزب الله. كما لعب المانحون الأجانب دورًا مهمًا في إعادة الإعمار، بما في ذلك اليونيسف و T e c h n is c h e s H i l f s w e r k من ألمانيا. 

### تأثير الحرب الأهلية السورية
أدت الحرب الأهلية السورية إلى تفاقم الإجهاد المائي في لبنان، حيث زاد اللاجئون السوريون من عدد سكان لبنان بمقدار الربع. سعت الجهات الفاعلة الإنسانية إلى تحسين البنية التحتية للمياه، ولكن ستكون هناك حاجة لجهود منسقة طويلة الأجل لتلبية الاحتياجات الحالية والتصدي لأزمات المياه في المستقبل.

## المسؤولية عن إمدادات المياه والصرف الصحي
من بين أصحاب المصلحة الرئيسيين في قطاع المياه والصرف الصحي اللبناني وزارة المياه والطاقة، المسؤولة عن السياسات والتنظيم ؛ وزارة المالية التي توفر التمويل وتنسق التعاون الخارجي ؛ وزارة البيئة ؛ مجلس التنمية والتعمير، المسؤول عن معظم الاستثمارات في القطاع ؛ وأربعة مؤسسات مياه إقليمية، مسؤولة عن تقديم الخدمات. يتميز القطاع بوجود فجوة كبيرة بين المسؤوليات القانونية لأصحاب المصلحة وأنشطتهم الفعلية. لم يتم تطوير النص القانوني لتنظيم عمل وزارة الكهرباء والمياه اعتبارًا من عام 2012. لا تزال جهود وزارة الكهرباء والمياه مكرسة لمشاريع الاستثمار وليس للسياسة والتنظيم. لا يزال لدى الوزارة وحدات مخصصة لدراسات الاستثمار، رغم أنه كان ينبغي نقل هذه المهام إلى مؤسسات المياه.

### السياسة والتنظيم: وزارة المياه والطاقة
تتولى وزارة المياه والطاقة داخل الحكومة اللبنانية مسؤولية تطوير وتنفيذ السياسات المتعلقة بإمدادات المياه والصرف الصحي. اعتبارا من عام 2010، لم يكن هناك وثيقة سياسة أو إستراتيجية محددة تحدد سياسة الحكومة في هذا القطاع. يبدو أن الوزارة تركز على الطاقة وتولي اهتماما أقل بالمياه، وليس للحديث عن الصرف الصحي.
يتكون الإطار القانوني من قانون المياه 221/2000 الذي أعاد تنظيم القطاع إلى أربع مؤسسات إقليمية للمياه. تم تعديل القانون مرتين بعد فترة وجيزة من إقراره: القانون رقم 241/2000 خفض عدد المؤسسات الإقليمية للمياه من 5 إلى 4 ؛ تضمن القانون 337/2001 معالجة مياه الصرف الصحي في مسؤوليات المؤسسات الإقليمية للمياه ووزارة المياه والطاقة.   في أكتوبر 2005، تم نشر بعض اللوائح الخاصة بالقوانين السالفة الذكر.

### تقديم الخدمة: المؤسسات الإقليمية الأربعة للمياه

خريطة توضح المحافظات الست في لبنان. تشكل محافظتي بيروت وجبل لبنان (وسط الخريطة) مؤسسة مياه إقليمية واحدة، وكذلك محافظة النبطية في الجنوب الشرقي والمحافظة الجنوبية. تتوافق حدود محافظات البقاع في الشرق والمحافظة الشمالية مع حدود المؤسسات المائية الإقليمية المعنية.

تقع مسؤولية توفير مياه الشرب ومعالجة مياه الصرف الصحي على عاتق المؤسسات الإقليمية الأربعة للمياه التي تم إنشاؤها بموجب قانون المياه لعام 2000:
- مياه بيروت وجبل لبنان - المكتب الرئيسي في بيروت.
- مياه لبنان الشمالي - المكتب الرئيسي في طرابلس.
- مياه البقاع - المكتب الرئيسي في زحلة.
- مياه جنوب لبنان - المكتب الرئيسي في صيدا (صيدا).

على الرغم من أن المؤسسات مسؤولة قانونًا عن الري ومعالجة المياه العادمة، إلا أنها لا تشارك في هذه الأنشطة. لا يوجد تخطيط استراتيجي أو تخطيط أعمال، ولا يوجد تركيز على الأداء. هناك تركيز محدود على تكنولوجيا المعلومات وإدارة الأصول ؛ خدمة العملاء مجزأة.  بموجب القانون، يجب أن تضم مرافق المياه اللبنانية 4,050 موظفًا، لكن في الواقع كان لديهم 342 1 موظفًا فقط اعتبارًا من 2010 هذا بسبب تجميد التوظيف الذي تفرضه الحكومة. وهكذا انخفض عدد الموظفين خلال العقد الأول من القرن الحادي والعشرين. تمتلئ الفجوات في المستويات الأدنى جزئياً بالعمال المؤقتين. ولكن هناك أيضا ثغرات مهمة في المناصب الإدارية. متوسط عدد الموظفين أقل من 2 لكل 1000 اتصال، أقل بكثير من المتوسط الإقليمي. يعمل في بيروت - جبل لبنان 1.6 موظف فقط لكل 1000 اتصال. المرافق غير قادرة بالتالي على أداء بعض وظائفها الأساسية.  يتم ترشيح أعضاء مجلس إدارة مؤسسات المياه بناءً على اقتراح وزير الطاقة والمياه. ليس للبلديات رأي في ترشيح أعضاء مجلس الإدارة. كانت هناك محاولات محدودة فقط لإشراك القطاع الخاص في تشغيل أنظمة المياه والصرف الصحي. لم يتم تجديد عقد الإدارة لمدينة طرابلس مع شركة فرنسية بعد انتهاء صلاحيته (انظر قسم التاريخ).
يظل تشغيل وصيانة شبكات الصرف الصحي تحت مسؤولية البلديات.

### مجلس التنمية والتعمير والوكالات الوطنية الأخرى
يلعب مجلس التنمية والتعمير دورًا رئيسيًا في هذا القطاع، لأنه مسؤول عن تخطيط وبناء الكثير من الاستثمارات العامة في المياه وجميع الاستثمارات في مياه الصرف الصحي في البلاد. كما أنها الوكالة المنفذة لمعظم برامج الاستثمار الممولة من وكالات خارجية. بالإضافة إلى ذلك، قام مجلس الجنوب والصندوق المركزي للمشردين بتمويل ما يقرب من نصف الاستثمارات في إمدادات المياه في لبنان خلال أواخر التسعينيات وأوائل الألفية الثانية. يسيطر مجلس الجنوب، اسميا تحت مكتب الوزير الأول، على حركة أمل الشيعية في الغالب من نبيه بري، رئيس البرلمان اللبناني منذ عام 1992.

## الجوانب المالية والكفاءة

### الرسوم الجمركية
يتم تحديد الرسوم الجمركية على مستويات مختلفة لكل واحدة من المؤسسات المائية الإقليمية الأربعة. داخل كل منطقة خدمة التعريفات هي نفسها، على الرغم من أن التكاليف تختلف اختلافا كبيرا. على سبيل المثال، تتلقى بيروت معظم مياهها عن طريق الجاذبية، بينما في بعض المناطق الأخرى تحتاج إلى ضخ المياه. يوضح الجدول التالي تعريفة المياه السكنية للمرافق الإقليمية الأربعة سنويًا ولكل توصيل لمتر مكعب في اليوم، باستثناء ضريبة القيمة المضافة. 
| تعريفة المياه السنوية لعام 2008                                            | بيروت جبل لبنان | شمال   | البقاع | جنوب   |
| -------------------------------------------------------------------------- | --------------- | ------ | ------ | ------ |
| الليرة اللبنانية                                                           | 235000          | 210000 | 160000 | 200000 |
| دولار أمريكي                                                               | 159             | 108    | 108    | 135    |
| U S D / m 3 بافتراض مكافئ استهلاك 100 لتر / فرد / يوم و 4.5 أشخاص لكل أسرة | 0.97            | 0.86   | 0.66   | 0.82   |

يقتصر مستوى الاستهلاك على مليون متر مكعب يوميًا بواسطة مقياس مثبت على جميع الوصلات السكنية. ومع ذلك، فإن الاستهلاك الفعلي عادة ما يكون أقل بسبب الإمداد المتقطع وضغط المياه المنخفض. من الواضح أن سعر الماء لكل متر مكعب يعتمد على مستوى الاستهلاك، والذي يختلف وغير معروف جيدًا. إذا افترضنا وجود أسرة متوسطة الحجم تضم 4.5 أفراد يحصلون على 100 لتر للفرد في اليوم، فإن سعر الماء يبلغ حوالي دولار أمريكي واحد / متر مكعب في بيروت و 0.66 دولار أمريكي / متر مكعب في البقاع. وبذلك تكون الرسوم الجمركية في لبنان أعلى منها في الأردن (0.65 دولار أمريكي لكل متر مكعب بما في ذلك الصرف الصحي) وأعلى بكثير من مثيلاتها في سوريا أو في مصر (0.05 دولار أمريكي لكل متر مكعب).
يجب سداد فاتورة المياه بالكامل مقدمًا لمدة عام كامل، مما يفرض عبئًا ثقيلًا على الفقراء. دفعت الأسرة المعيشية في أفقر خُمس متصلة بالشبكة حوالي 421000 ليرة لبنانية في المتوسط مقابل المياه في عام 2008، أي ما يعادل 3.7 ٪ من دخلها. أكثر من نصف هذه النفقات مخصصة لمصادر مياه بديلة مثل المياه المعبأة في زجاجات أو المياه من الشاحنات. 

### استرداد التكاليف
يختلف استرداد التكلفة بين الأدوات المساعدة. كان معدل التحصيل (أي حصص الفواتير المدفوعة فعليًا) في بيروت-جبل لبنان ثابتًا عند حوالي 90٪، بحيث تراكمت المرافق أكثر من 170 مليون دولار أمريكي كفائض نقدي في عام 2010.  ومع ذلك، اعتبارا من عام 2010 كان يقدر أن 62 ٪ فقط. في الثلاث جمعيات الإقليمية الأخرى، تكون معدلات جمع المياه أقل بنسبة 58٪ في الشمال و 52٪ في الجنوب و 18٪ فقط في البقاع.  في المؤسسات الثلاث، لا يتم استرداد حتى تكاليف التشغيل. غالبًا ما تتدخل الحكومة لدفع مصاريف التشغيل بالإضافة إلى تمويل الاستثمارات في البنية التحتية للمياه. استرداد التكاليف هو أدنى بالنسبة لشركة مياه البقاع. وفقًا لتقرير صادر عن البنك الدولي، «يبدو أن هناك تفاهمًا غير رسمي بين شركات المياه والأسر: لا تتلقى العديد من الأسر مخصصات المياه الخاصة بها، وكثيراً ما لا تضغط شركات المياه على الأسر لدفع فواتيرها.» بالنظر إلى الظروف والبدائل الحالية، ذكرت الأسر في الدراسات الاستقصائية أنها تحجم عن دفع المزيد مقابل خدمة عامة أفضل. حتى في حالة تثبيت العدادات، لا توجد رسوم جمركية. يتم احتساب الرسوم الثابتة بغض النظر عن وجود العدادات. وبالتالي لا يوجد حافز مالي لتوفير المياه. لا يوجد أيضًا تعريفة للمياه العادمة.

### الاستثمار والتمويل
بلغت الاستثمارات العامة لقطاع المياه والمياه العادمة 0.4 في المائة من الناتج المحلي الإجمالي في أواخر التسعينيات وأوائل الألفية الثانية. ويشمل ذلك 97 مليون دولار أمريكي لتوفير المياه و 32 مليون دولار أمريكي للصرف الصحي كل عام. يتم تمويل الاستثمارات إلى حد كبير عن طريق المنح والقروض الخارجية. على سبيل المثال، تم تمويل 73 ٪ من الاستثمارات التي نفذها مجلس الإنماء والإعمار في قطاع المياه من قبل مانحين خارجيين و 56 ٪ من استثماراته في المياه العادمة.

## التعاون الخارجي
قام العديد من الشركاء الخارجيين بدعم واستمرار دعم قطاع المياه والصرف الصحي اللبناني بمساعدة مالية وتقنية. ويشمل ذلك الصندوق العربي للتنمية الاقتصادية والاجتماعية، وبنك الاستثمار الأوروبي (E I B) وفرنسا وألمانيا وإيطاليا واليابان والكويت والسعودية والولايات المتحدة والبنك الدولي. يميل المانحون في قطاع المياه والصرف الصحي إلى التركيز على مناطق معينة من لبنان: يركز الصندوق العربي على الجنوب وبيروت، وبنك الاستثمار الأوروبي على جبل لبنان والشمال، وفرنسا على الشمال والجنوب، وألمانيا على بيروت وجبل لبنان، اليابان على جبل لبنان والجنوب، والولايات المتحدة في الجنوب. البنك الدولي هو أحد المانحين القلائل الذين ينشطون في البقاع، بالإضافة إلى بيروت. معظم المساعدات المالية الخارجية تكون في شكل قروض، في حين أن المساعدة الفنية تكون عادة في شكل منح. في أعقاب الحرب الإسرائيلية اللبنانية عام 2006، تلقت البلاد مساعدة مالية إضافية كبيرة، بما في ذلك المنح المقدمة من الدول والوكالات التي تقدم عادة قروضًا فقط لتطوير البنية التحتية في لبنان، مثل ألمانيا والبنك الدولي. يتم توجيه معظم المساعدات الخارجية عبر الحكومة، باستثناء المساعدات الأمريكية، والتي يتم تقديمها مباشرة إلى الشركات الاستشارية التي تعمل بالتعاون مع الحكومة أو المنظمات غير الحكومية. تلعب الأمم المتحدة أيضًا دورًا مهمًا في قطاع المياه اللبناني، لا سيما من خلال اليونيسف وبرنامج الأمم المتحدة الإنمائي.
تقع مسؤولية تنسيق الجهات المانحة في لبنان على عاتق وحدة تنسيق المانحين في وزارة المالية، والتي يدعمها برنامج الأمم المتحدة الإنمائي نفسه. في العديد من البلدان التي يقدم فيها العديد من المانحين المساعدات لقطاع المياه والصرف الصحي، هناك شكل من أشكال آلية تنسيق المانحين الخاصة بالمياه. لا يبدو أن هذا هو الحال في لبنان.

### الصندوق العربي للتنمية الاقتصادية والاجتماعية
قام الصندوق العربي للتنمية الاقتصادية والاجتماعية بتمويل مشروع مياه في صيدا وصور (10 مليون دينار كويتي تمت الموافقة عليه في عام 1996) وبيروت (وافق 17 مليون دينار كويتي في عام 2002) وللمياه والمياه العادمة في مناطق مختلفة من لبنان (25 مليون دينار كويتي في 2006).

### الاتحاد الأوروبي وبنك الاستثمار الأوروبي
دعم الاتحاد الأوروبي إجراء حوار وطني بشأن المياه بشأن الإدارة المتكاملة للموارد المائية كجزء من مكون البحر الأبيض المتوسط في مبادرة الاتحاد الأوروبي للمياه. بدأ الحوار، الذي ضم المنظمات غير الحكومية والقطاع الخاص بالإضافة إلى ممثلي الحكومات والمانحين، باجتماع في نوفمبر 2005. وتشمل أهدافه العديدة "تحديد أوجه القصور والاختناقات في المتطلبات الرئيسية التي يطرحها المانحون للاستثمارات الوطنية في قطاع المياه"، و "إنشاء منصة دائمة للتعاون بين الشركاء الرئيسيين المعنيين على المستوى الوطني بما في ذلك الوكالات المانحة" وإقرار "خارطة الطريق الوطنية". لم تذكر "ندوة التشاور" الثانية في أبريل 2009 بعد الآن أهداف ندوة عام 2005، ولكنها قدمت بدلاً من ذلك توصيات عديدة للمستقبل، مثل "التخطيط معًا لخطوات المتابعة التي يمكن أن تسهم في الإدارة المتكاملة للموارد المائية" عملية إدارة الموارد في البلاد ".
قام بنك الاستثمار الأوروبي بتمويل محطة لمعالجة مياه الصرف الصحي في طرابلس ومرافق معالجة المياه في منطقة كسروان السياحية.

### فرنسا

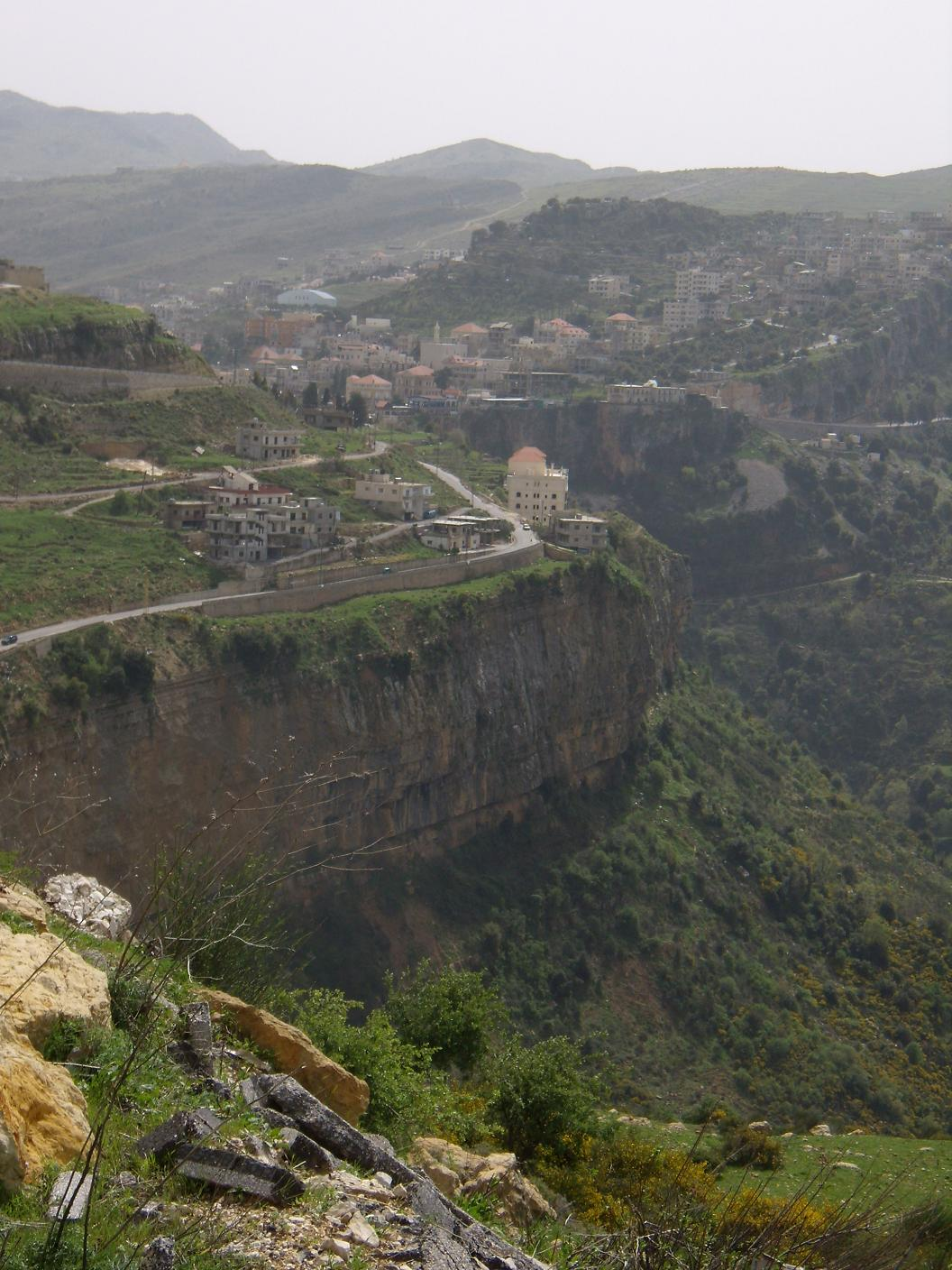
قدمت فرنسا قرضًا لإعادة تأهيل شبكة إمدادات المياه في جزين بعد انسحاب الجيش الإسرائيلي عام 1999.

تدعم الوكالة الفرنسية للتنمية (A F D) العديد من مشاريع المياه والصرف الصحي في لبنان. بموجب قرض قيمته مليوني يورو، تم إعادة تأهيل شبكة توزيع المياه في بلدة جزين الجنوبية بعد انسحاب الجيش الإسرائيلي في عام 1999. تمت الموافقة على قرض آخر بقيمة 12 مليون يورو في عام 2001 لبناء خط إمداد بالمياه بالجملة «طارئ» وإعادة تأهيل شبكات التوزيع في مدينتي نبع الطاسة وجبل عامل في الجنوب. في عام 2007، وافقت الوكالة الفرنسية للتنمية على منحة صغيرة لإعادة تأهيل شبكة المياه في بلدة بكاسين الجنوبية بتمويل مشترك من مدينة ليل الفرنسية.
في طرابلس، دعم مشروع بقيمة 20 مليون يورو توسيع محطة معالجة المياه وتعزيز شبكة التوزيع منذ عام 2001، ودعم الشراكة بين القطاعين العام والخاص مع شركة O n d e o الفرنسية التي بدأت لاحقًا. سمح قرض صرف صحي بقيمة 30 مليون يورو تمت الموافقة عليه في عام 2004 ببناء شبكات الصرف الصحي في طرابلس. في أكتوبر 2012، وقعت وزارة المياه ووكالة التنمية الفرنسية مشروعًا بقيمة 90.7 مليون دولار أمريكي للمساهمة في تمويل مشروع لمياه الصرف بقيمة 200 مليون دولار أمريكي في قضاء كسروان في جبل لبنان.

### ألمانيا
خصصت ألمانيا أموالاً لتحسين الصرف الصحي في المناطق القريبة من ينابيع جيتا للحد من التلوث البكتريولوجي لهذا الربيع المهم الذي يعد مصدر المياه الرئيسي في بيروت وغيرها من المواقع. كما دعم الصرف الصحي في بيروت  ومشروع إعادة الإعمار في الجنوب  كما يقدم المساعدة الفنية لدعم إصلاح قطاع المياه من خلال مشروع امتد من عام 2008 إلى نهاية عام 2013، تم تنفيذه بواسطة G I Z (ex- G T Z). يهدف المشروع إلى تعزيز القدرة التنظيمية لوزارة المياه والكهرباء، والقدرات الفنية والإدارية لمؤسسات المياه الأربعة وتحسين العلاقات بين العملاء والمؤسسات. من بين أنشطة أخرى، قامت المجموعة بشكل منهجي بجمع بيانات حول مؤشرات الأداء (القياس)، وإعداد خطط العمل، وتقييم الأصول الثابتة وتحديد جميع العملاء. أنشأ المشروع أيضًا أرصدة المياه في المناطق التجريبية حيث تم تركيب عدادات العملاء، وأجرى مسوحات لرضا العملاء في نفس المناطق، وأعد الأساس لاعتماد التعريفات القائمة على الاستهلاك. ومع ذلك، لم يتم تطبيق هذه التعريفات بعد. كما حاولت إعداد المنشآت لتتولى مسؤولياتها في إدارة مياه الصرف الصحي من خلال «إعلان مبادئ نحو الإدارة المستدامة لمياه الصرف الصحي». ومع ذلك، فإن المؤسسات لم تأخذ بعد هذه المسؤولية.
قدمت المنظمة الألمانية العامة للإغاثة في حالات الكوارث T e c h n i s c h e s H i l f s w er k (T H W)، والتي تعمل بشكل أساسي من خلال المتطوعين، مساعدات الطوارئ في الجنوب بعد أيام فقط من انتهاء الأعمال العدائية في عام 2006. أول تركيب مختبر وأجرى تحليلات مياه الشرب. بعد ذلك، قامت بتركيب معدات معالجة الكلور في 30 خزانًا يستفيد منها 15000 شخص، وشيدت برجًا للمياه وأصلحت ثلاثة أبراج مياه أخرى. عملت T H W نيابة عن الحكومة الألمانية، وقسم المساعدات الإنسانية في المفوضية الأوروبية (ECHO) واليونيسيف. 

### بنك التنمية الإسلامي
وافق البنك الإسلامي للتنمية على تمويل بناء سد بسري في عام 2008. سيخزن السد على نهر العوالي المياه التي ستزود بها بيروت كمياه شرب 

### إيطاليا
تدعم إيطاليا قطاع المياه والصرف الصحي اللبناني من خلال منح مختلفة للمساعدة التقنية، بما في ذلك منحة قدرها 1.8 مليون دولار تمت الموافقة عليها في عام 2010 لإنشاء «مركز لبناني لإدارة المياه والمحافظة عليها» ودراسة هيدرولوجية في منطقة غير محددة بالتعاون مع برنامج الأمم المتحدة الإنمائي. من المفترض أن يقوم «مركز إدارة المياه والمحافظة عليها»، والذي سيكون مقره في وزارة المياه والطاقة وسيتم إنشاؤه بمساعدة برنامج الأمم المتحدة الإنمائي والتمويل الإيطالي على مدار عامين، «بتنسيق برامج المياه الجارية»، «وضع خطة عمل بشأن سياسة المياه المستدامة» وتحقيق«توعية الجمهور الوطنية»، من بين أمور أخرى. كما تلقى لبنان معدات مراقبة المياه من إيطاليا لتثبيتها على نهر العاصي، وكذلك على نهر حاصباني ونبع الوزاني. الأخيران يتدفقان إلى إسرائيل.

### اليابان

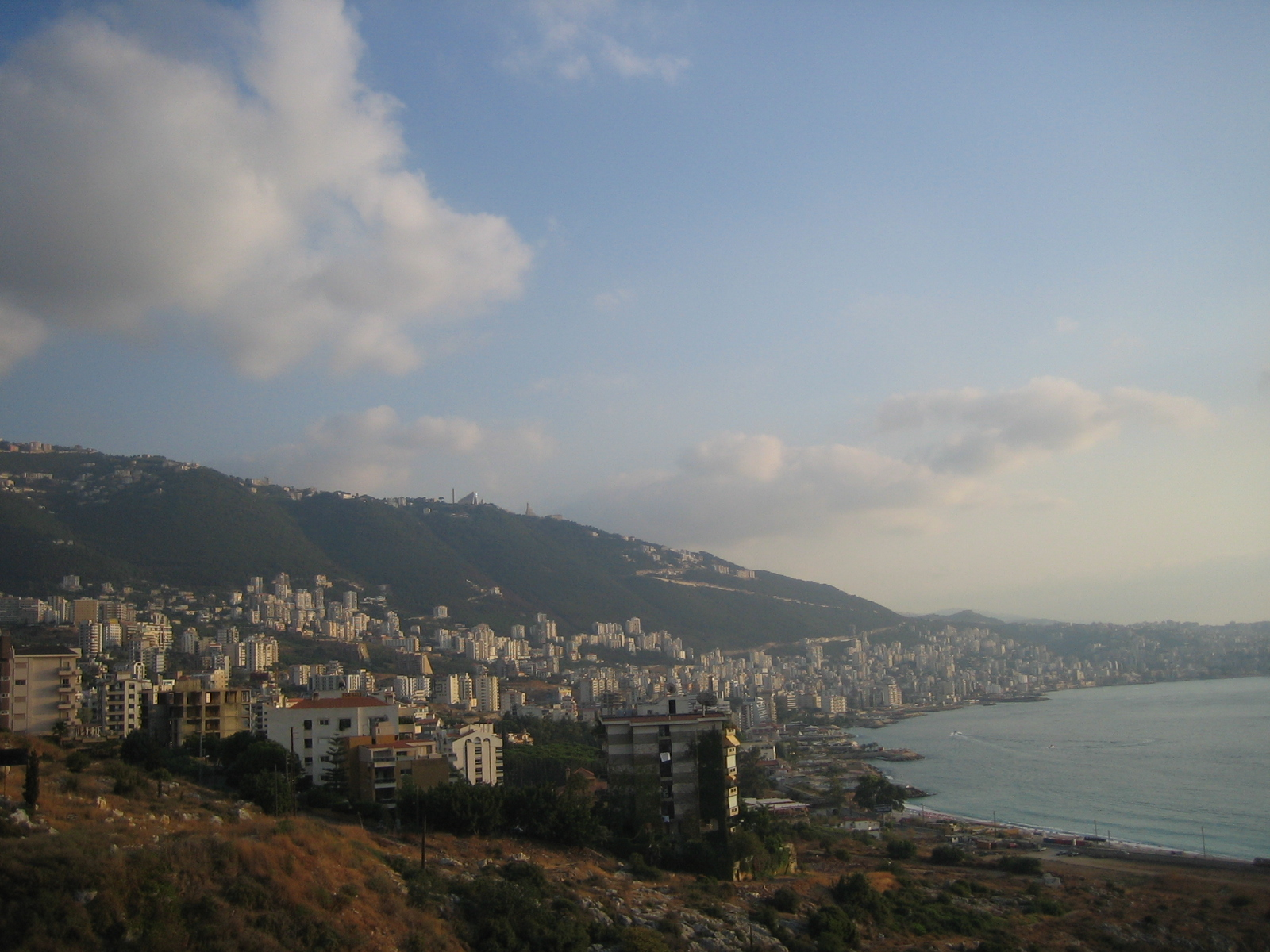
تدعم اليابان توسيع مرافق إمدادات المياه في منطقة كسروان، بما في ذلك مدينة جونيه الموضحة هنا.

قدمت اليابان قرضًا سهلاً (استحقاق 25 عامًا و 7 سنوات سماح وفائدة 2.5٪) بقيمة 120 مليون دولار أمريكي لجمع ومعالجة مياه الصرف الصحي في صيدا وإمدادات المياه في منطقة كسروان في عام 1996 في صيدا، كان المشروع هو تمويل شبكة الصرف الصحي بطول 38   كم، والصرف الصحي الجذع بطول 7   كم، ومحطتي ضخ مياه الصرف الصحي ومحطة معالجة أولية بطاقة 33600 متر مكعب في اليوم. في وقت لاحق تم تغيير التصميم لإضافة تمويل 2   كم من مصبات البحر، قم بزيادة سعة محطة المعالجة إلى 45000 متر مكعب في اليوم، وزيادة عدد محطات الضخ إلى 13 وتقليل طول المجاري الممولة. تم الانتهاء من إنشاء محطة معالجة مياه الصرف الصحي في عام 2006، لكنها لم تدخل حيز التشغيل إلا في عام 2010 عندما تم توصيل بعض المجاري على الأقل بالمحطة أخيرًا. في منطقة كسروان باليابان، يمول التوسع في استهلاك المياه في ربيع المضيق، 50   كم من أنابيب النقل و 13 محطة ضخ 22 خزان خدمة و 202   كم من أنابيب التوزيع. سيخفف المشروع من ندرة المياه في عدد من القرى التي يكون الطلب فيها ضعف ما هو متاح.  اعتبارًا من عام 2008، يعد المشروع محورًا رئيسيًا للمشروع   كان نفق الكيلومتر الذي يبلغ قطره حوالي 4 أمتار قيد الإنشاء.

### الكويت
قدم الصندوق الكويتي للتنمية الاقتصادية العربية 55 مليون دينار كويتي (187 مليون دولار أمريكي) في شكل قروض ميسرة (فائدة 2.5 ٪، استحقاق 24-30 سنة) لتوفير المياه والصرف الصحي بين عامي 1993 و 2010. تقع المشاريع في بيروت والجنوب ومنطقة المتن في محافظة جبل لبنان. أحدث مشروع للمياه تدعمه الكويت في لبنان هو سد القيسماني، الذي سيوفر 35 قرية في جبل لبنان بمياه الشرب والتي تم توقيع اتفاقية قرض بقيمة 19 مليون دولار أمريكي في عام 2010.

### الولايات المتحدة الامريكانية
تقدم الوكالة الأمريكية للتنمية الدولية مساعدة وتدريب تقنيين قيمته 8 ملايين دولار، وأنشطة بنية تحتية محدودة النطاق، ومعدات متخصصة لهيئة نهر الليطاني، وتحويل السلطة في «وكالة حوض النهر». كما يوفر مبلغ 19.5 مليون دولار أمريكي لتحسين إدارة وتشغيل وخدمات المؤسسات الإقليمية الأربعة للمياه، بما في ذلك «الخطة الرئيسية الاستراتيجية الوطنية للمياه ومياه الصرف». تم توقيع مذكرات تفاهم حول كلا البرنامجين في يونيو 2010.
يعتمد المشروع الأول على مشروع سابق تدعمه الولايات المتحدة ساعد مؤسسة جنوب لبنان للمياه في أن تصبح - وفقًا لشركة الاستشارات التي تعمل في المشروع - «نموذجًا لمنشآت المياه الأخرى في لبنان». قدم المشروع خطة عمل ونموذج مالي للمرفق. حاولت تكرار التجربة الإيجابية في الجنوب لمؤسسة مياه بيروت / جبل لبنان، لكنها واجهت صعوبات هناك بسبب نقص الدعم من الإدارة. حاول المشروع أيضًا تشجيع الشراكات بين القطاعين العام والخاص من خلال إنشاء وحدة تعادل القوة الشرائية في وزارة الطاقة والمياه. لم يكن لعمل الوحدة تأثير كبير و «تم تعليق جميع الأنشطة المتعلقة بـ PPP (بسبب عدم وجود رؤية واضحة بشأن تعادل القوة الشرائية في البلد»). كما يهدف المشروع إلى تطوير إستراتيجية جديدة للتعريفة الجمركية، ولكنه أجرى بالفعل تقييمًا للإيرادات والسيناريوهات الحالية للإيرادات المستقبلية. علاوة على ذلك، تم إجراء تدريب كبير ووضع خطة رئيسية للمياه العادمة لجنوب لبنان. وأخيراً وليس آخراً، تم تركيب عدادات الإنتاج والمنطقة في صيدا، المدينة الوحيدة في الجنوب وواحدة من المناطق القليلة في البلد بأكمله التي بها عدادات العملاء. ومع ذلك، فمن غير الواضح ما إذا كان يتم بالفعل قراءة العدادات. يخلص التقرير النهائي للمشروع، من بين أمور أخرى، إلى نقص الموظفين المؤهلين في مؤسسات المياه الإقليمية، وعدم وجود بيانات تشغيلية ومالية دقيقة، ونقص الشركات المحلية المتخصصة في تطوير وتنفيذ المالية ونظم المحاسبة. 

### بنك عالمي
يدعم البنك الدولي قطاع المياه والصرف الصحي اللبناني منذ عام 1993 عندما وافق على مشروع لإعادة الإعمار والتأهيل في حالات الطوارئ. بمساعدة من مشروع تم إصلاح أو بناء شبكات المياه في 97 مجتمعًا، وكذلك 98 من شبكات الصرف الصحي الصغيرة. بعد الانسحاب الإسرائيلي من جنوب لبنان، تم إصلاح 5 شبكات إضافية للمياه والصرف الصحي استفاد منها 140 مجتمعًا. قام المشروع أيضًا بتأهيل أو توسيع ثلاثة أنظمة إنتاج وتوزيع مياه كبيرة ومحطات لمعالجة مياه الصرف الصحي بعلبك، المتن والباروك. نظرًا لأن الأعمال التكميلية، التي ستمولها مصادر أخرى، لم تستكمل في الوقت المحدد، فقد كانت هذه المنشآت غير صالحة للعمل اعتبارًا من عام 2006. على وجه الخصوص، لم تكن محطة معالجة مياه الصرف في بعلبك (بطاقة 13000 متر مكعب في اليوم)، التي تم الانتهاء منها في أوائل عام 2002، متصلة بشبكة الصرف الصحي. واصل البنك الدولي دعم إمدادات المياه والصرف الصحي في بعلبك من خلال قرض بقيمة 43.5 مليون دولار تمت الموافقة عليه في عام 2002. وأعقب ذلك منحة طارئة بقيمة 15 مليون دولار أمريكي في عام 2007 لدعم إعادة تأهيل وتوسيع شبكات إمدادات المياه في خمس قرى في وادي البقاع الغربي. في ديسمبر 2010، وافق البنك الدولي على قرض بقيمة 200 مليون دولار أمريكي لدعم مشروع إمداد مياه بيروت الكبرى. اضطر البنك الدولي إلى إلغاء قرض سابق لمصارف مياه الصرف الصحي المغمورة في كسروان والسور التي تمت الموافقة عليها في عام 1998 بعد أن لم تصدق الحكومة على اتفاقات القروض المقابلة.

### منظمات غير حكومية
ينشط عدد من المنظمات غير الحكومية الأجنبية والمحلية في قطاع المياه والصرف الصحي اللبناني. على سبيل المثال، قامت المنظمات غير الحكومية مثل جمعية الشبان المسيحيين، وميرسي كور، و C H F الدولية، والبعثة البابوية ببناء 13 محطة صغيرة لمعالجة مياه الصرف الصحي في جميع أنحاء البلاد خلال التسعينيات بتمويل من الوكالة الأمريكية للتنمية الدولية.

## روابط خارجية
- وزارة الطاقة والمياه (باللغة العربية)
- وزارة البيئة
- القانون رقم 221: تنظيم قطاع المياه
- GIZ : إصلاح قطاع المياه في لبنان